# Roșia de Amaradia
Roșia de Amaradia es una comuna ubicada en el distrito de Gorj, Rumania.

## Superficie
Cuenta con una superficie de 41,90 kilómetros cuadrados.

## Demografía
Hasta 2021 la población era de 3083 habitantes, con una densidad de población de 73,58 habitantes por kilómetro cuadrado.